# Gasbel
Gasbel — трубопровід, споруджений для постачання природного газу до бразильського штату Мінас-Жерайс.
У 1996 році внаслідок підсилення системи Gasduc стало можливим подати додатковий ресурс природного газу до розташованого на околиці Ріо-де-Жанейро нафтопереробного заводу Дукі-ді-Кашіас (відомий під абревіатурою REDUC). Того ж року звідси почалось транспортування блакитного палива до штату Мінас-Жерайс, для чого ввели в експлуатацію трубопровід Gasbel. Він має довжину 357 км та досягає столиці зазначеного штату міста Белу-Оризонті. Gasbel виконаний в діаметрі 400 мм та має пропускну здатність у 3,5 млн м3 на добу.
Від Gasbel отримали живлення розташований у Белу-Оризонті нафтопереробний завод Gabriel Passos, а також введені в експлуатацію на початку 2000-х ТЕС Ібіріте та ТЕС Жуїз-ді-Фора. Крім того, в середині 2000-х спорудили невелику початкову ділянку газопроводу Валі-ду-Асу, який починається від траси Gasbel в районі Сан-Брас-ду-Суасуї та призначений для живлення ряду великих промислових підприємств.
В 2010-му ввели в експлуатацію ще один газопровід системи — Gasbel II. Його відмінність полягала у тому, що вихідним пунктом став газовий хаб Волта-Редонда, розташований за кілька десятків кілометрів на захід від Дукі-ді-Кашіас. Ресурс до Волта-Редонда міг надходити як від все того ж Дукі-ді-Кашіас (газопровід Gasvol), так і з південного сходу по трубопроводу Gaspal, який надає доступ до імпортованого з Болівії блакитного палива. Крім того, в кінці 2000-х між вихідними точками Gasbel та Gasbel ІІ у Жапері підключили ще один газопровід, який може подавати болівійський ресурс — Gascar.
Gasbel II був дещо коротшим за Gasbel — лише 266 км — та завершувався у Келузіту, в районі початку газопроводу Валі-ду-Асу (останній був повністю завершений у тому ж 2010-му). Зате його виконали у діаметрі 450 мм, а пропускна здатність Gasbel II склала 5 млн м3 на добу.